# Кохна Чорман
Кохна Чорман (азерб. Köhnə çorman) — село у Лачинському районі Азербайджану. Село розташоване за 68 км на північний захід від районного центру, міста Лачина.